# Jaume Medina
Jaume Medina i Casanovas (Vic (Osona) 6 abril 1949 - 12 de março de 2023) foi um filólogo, latinista, escritor, tradutor e poeta catalão.

## Vida

### Carreira acadêmica
Estudou o segundo grau na sua cidade natal e se licenciou em filologia clássica na Universidade de Barcelona (1972). Em 1976 ele doutorou-se em 1976 com uma tese sobre os ritmos clássicos na poesia catalã na Universidade Autônoma de Barcelona, onde trabalha de professor de filologia latina desde 1972 (catedrático desde 2009). 

### Investigação
As suas investigações, de caráter eminentemente filológico, tem estado dedicadas à língua e à literatura latinas de todas as épocas, com uma atenção especial ao latim vulgar, tardio, medieval e humanístico, assim como à retórica clássica, à métrica e à estilística. Também se tem dedicado ao estudo do pensamento e da civilização da antiga Roma. Tem participado em diversos cursos de introdução ao latim e tem dado numerosos cursos de doutorado. Tem sido colaborador em projetos de investigação e tem dirigido um dedicado à edição de diversas obras latinas de Ramon Llull. Tem publicados mais de trezentos estudos sobre filologia latina (língua e literatura), tradição clássica e filologia catalã (língua e literatura). Tem dado numerosos cursos, seminários e conferências sobre literatura antiga e moderna. Tem sido fundador da Sociedade Catalã de Estudos Clássicos (1979), coordenador do Simpósio Carles Riba (1984) e é membro do conselho de direção da Fundação Bernat Metge. Tem sido um dos colaboradores da História da literatura catalã de Riquer-Comas-Molas.
Tem diversas traduções ao catalão publicadas nas coleções de Textos Filosòfics (Textos Filosóficos), Clàssics del Cristianisme (Clássicos do Cristianismo) e Fundação Bernat Metge. Colaborador do Raimundus-Lullus-Institut da Universidade de Friburgo (Alemanha) na tarefa de edição das obras latinas de Ramon Llull, tem publicado também na coleção do Corpus Christianorum, Continuatio Mediaeualis, editada em Turnhout (Bélgica) por Brepols. 
Os seus artigos e estudos têm aparecido em diversas revistas de investigação e de criação, como Presència, Els Marges, Faventia, Reduccions, Llengua & Literatura, Serra d'Or, Revista de Catalunya, L'Avenç, Clot, Faig, Quaderns de Pastoral, Ausa, Qüestions de Vida Cristiana, Cala Murta, Estudis Romànics, Ínsula, Revista de Filología Románica, Revista de lenguas y literaturas catalana, gallega y vasca, Analecta Sacra Tarraconensia, Quaderns de Versàlia, Llengua Nacional, Studia Lulliana, e as digitais Methodos, Mirandum, Convenit, Revista Internacional d’Humanitats, Notandum, Mirabilia.
Tem colaborado também na imprensa periódica com artigos em La Vanguardia, El País, Avui, Catalunya Cristiana, El 9 Nou e o diário digital Núvol. 

### Criação literária
Tem desenvolvido assim mesmo uma atividade importante no campo da criação literária. Integrante da geração do ’70, participou na fundação das coleções de poesia Llibres del Mall e Ausiàs March (1973), onde publicou os seus primeiros livros de versos. Tem cultivado uma poesia de grande rigor formal e duma temática muito variada. Tem realizado também a crítica literária e o ensaio, e é autor duma peça teatral religiosa e dum romance. As suas traduções de autores antigos e modernos tem tido uma grande divulgação. 

## Obras

### Poesia
- Temps de tempesta (1974). (em catalão)
- Encalçar el vent (1976). (em catalão)
- Dura llavor secreta (1990). (em catalão)
- D’ara i de sempre (2000). (em catalão)
- Cobles devotes (2010). (em catalão)

### Romance
- El Perdut i el seu mirall (2016). (em catalão)

### Crítica literária
- Lletres d’enguany i d’antany (2003). (em catalão)

### Ensaio
- Estudis de literatura catalana moderna i altres assaigs (2013). (em catalão)

### Investigação

#### Filologia latina
- Traduções ao catalão de autores de todas as épocas da latinidade, entre os que destacam Cátulo, Virgílio, Horácio, Ovídio, Suetónio, Agostinho de Hipona, o Abade Oliva, Anselmo de Cantuária, Ramon Llull, Erasmo de Rotterdam, Roberto Belarmino, Francesc Calça, John Locke e Baruch Spinoza. (em catalão)[3]
- La poesia llatina dels Països Catalans (Segles X-XX) (1996). (em catalão)
- La poesia llatina de Montserrat en els segles XVI-XVII (El Còdex Brenach de l’Arxiu Episcopal de Vic) (1998). (em catalão)
- Raimundi Lulli Opera Latina. 97-100. In Cypro, Alleas in Cilicia deque transmarinis ueniente annis MCCCI-MCCCII compilata (2005). (em latim)
- Raimundi Lulli Opera Latina 7-9, annis 1274-1276 composita (2009). (em latim)
- Sobre Ramon Llull (2013). (em catalão)

#### Tradição clássica
- De l’Edat Mitjana al Dos mil. Estudis sobre la tradició clàssica a Catalunya. (2009). (em catalão)

#### Filologia catalã
- Estudos sobre Ramon Llull, Jaime Balmes, Jacint Verdaguer, Josep Torras i Bages, Àngel Guimerà, Josep Carner, Miquel Martí i Pol, Joan Triadú, Albert Manent e outros autores do século XX. (em catalão)
- Editor dos epistolários de Josep Torras i Bages e Josep Carner e colaborador na edição do epistolário de Carles Riba. (em catalão)
- Carles Riba (1893-1959) (1989). (em catalão)
- La plenitud poètica de Carles Riba. El període de les ‘Elegies de Bierville' (1994). (em catalão)
- Les dames de Josep Carner (1998). (em catalão)
- Carles Riba i Joan Maragall o la moral de la paraula (2011). (em catalão)
- La lenta agonia del català, o l’ús de la llengua en els mitjans de comunicació (2013). (em catalão)
- El parlar d’una familia vigatana (2014). (em catalão)

#### Retórica
- Tradução da Retórica a Herenio (2000). (em catalão)
- L’art de la paraula (2000), o primeiro tratado de retórica e poética completo aparecido em catalão. (em catalão)
- Edição da Rhetorica nova de Ramon Llull. (em latim)

## Prêmios
- Prêmio para a melhor tradução catalã do ano 1982, outorgado pela Generalidade da Catalunha.
- V Prêmio Fundação Congresso de Cultura Catalã de Biografia e Estudos Históricos (1988).
- Prêmio da Crítica Serra d’Or 1990.
- Prêmio Josep Carner, do Instituto de Estudos Catalães (1997).
- Prêmio de Crítica Literária Jaume Bofill i Ferro (1999).
- Prêmio Camilo José Cela de crítica literária. Dentro dos Prêmios Ciutat de Palma (2010).